# Midrevaux
Midrevaux é uma comuna francesa na região administrativa de Grande Leste, no departamento de Vosges. Estende-se por uma área de 14,29 km². Em 2010 a comuna tinha 212 habitantes (densidade: 14,8 hab./km²).